# Megachile variabilis
Megachile variabilis är en biart som först beskrevs av King 1994.  Megachile variabilis ingår i släktet tapetserarbin, och familjen buksamlarbin. Inga underarter finns listade i Catalogue of Life.